# Kanjiža (općina)
Općina Kanjiža je jedna od općina u Republici Srbiji. Nalazi se u AP Vojvodini i spada u Sjevernobanatski okrug. Po podacima iz 2004. općina zauzima površinu od 399 km² (od čega na poljoprivrednu površinu otpada 35.219 ha, a na šumsku 433 ha). 
Centar općine je grad Kanjiža. Općina Kanjiža se sastoji od 13 naselja. Po podacima iz 2002. godine u općini je živjelo 27.510 stanovnika, a prirodni priraštaj je iznosio -7,2 %. Po podacima iz 2004. broj zaposlenih u općini iznosi 6.086 ljudi. U općini se nalazi 10 osnovnih i 1 srednja škola.

## Naseljena mjesta
- Adorjan
- Velebit
- Doline
- Zimonjić
- Kanjiža
- Male Pijace
- Mali Pesak
- Martonoš
- Novo Selo
- Orom
- Totovo Selo
- Trešnjevac
- Horgoš

## Etnička struktura
- Mađari - 23.802 (86,52)
- Srbi - 2.037 (7,4%)
- Romi - 530 (1,92%)
- ostali

Kanjiža ima najveći postotak Mađara (86.52%) među općinama u Srbiji. Sva naseljena mjesta imaju većinsko mađarsko stanovništvo osim Velebita, koji ima srpsko.

## Vanjske poveznice
- Službena prezentacija općine